# اگون شیله
اگون شیله (آلمانی: [ˈʃi:lə] () SHEE-lə) (به آلمانی: Egon Schiele) (زاده ۱۲ ژوئن ۱۸۹۰ – درگذشته ۳۱ اکتبر ۱۹۱۸) نقاش اتریشی و یکی از شاگردان گوستاو کلیمت بود. از وی به عنوان یکی از نقاشان مهم فیگوراتیو اوایل قرن بیستم یاد می‌کنند. خودنگاره‌ها و بدن‌های پیچان یکی از مهمترین مشخصه‌های نقاشی او هستند که از وی هنرمندی اکسپرسیونیست می‌سازند.
محور اصلی در آثار شیله حس درونی اثر است. مهمترین آثار او پرترههایی است که از پیکر خود و اطرافیانش کشیده‌است. او در آثار خود بدن انسان را در وضعیت‌هایِ ناراحت و حالت‌های غیرعادی به نمایش می‌گذارد، به‌گونه‌ای که هراس و اضطراب را به مخاطب منتقل می‌کند. خطوطِ ناآرام و کج‌ومعوج و طرح‌هایِ ناقص و بریده و سایه‌روشنِ مخدوشِ نقاشی‌هایِ او پرده از روانِ خسته و عصبی و مضطربِ پیکرها برمی‌دارد. پیکرهای آثار شیله معمولاً برهنه هستند، اما به‌جای آن‌که کشش جنسی را برانگیزند، بی‌پناهی و سرگشتگی را برملا می‌کنند.

## زندگی و آثار
اگون شیله در تولن، اتریش متولد شد. او از سنین پایین شروع به طراحی کرد و تا سال ۱۹۰۶ خود صاحب سبکی منحصر به فرد بود. شیله که بسیار متأثر از جنبش نمادگرایی بود، از سال ۱۹۰۶ تا ۱۹۰۹ در آکادمی ویینا تحصیل کرد و در سال ۱۹۰۷ با گوستاو کلیمت، یکی از اعضای عمدهٔ جنبش نمادگرایی، آشنا شد.
در سال ۱۹۰۹ شیله نقاشی چهره را شروع کرد. این چهره‌نگاری‌ها، که شیله در آنها از رنگ‌هایی غیر ناتورالیستی و زوایایی نامعمول استفاده کرده‌است، بینش منحصر به فرد شیله را باز می‌نمایانند. در سال ۱۹۱۲ شیله به سبب ماهیّت آشکار آثارش به هرزگی متّهم شد و مدّت کوتاهی را در زندان گذراند. اگون شیله بر اثر آنفلوانزای اسپانیایی در سال ۱۹۱۸ در ۲۸ سالگی، ۳ روز بعد از مرگ همسرش درگذشت.

## نگارخانه

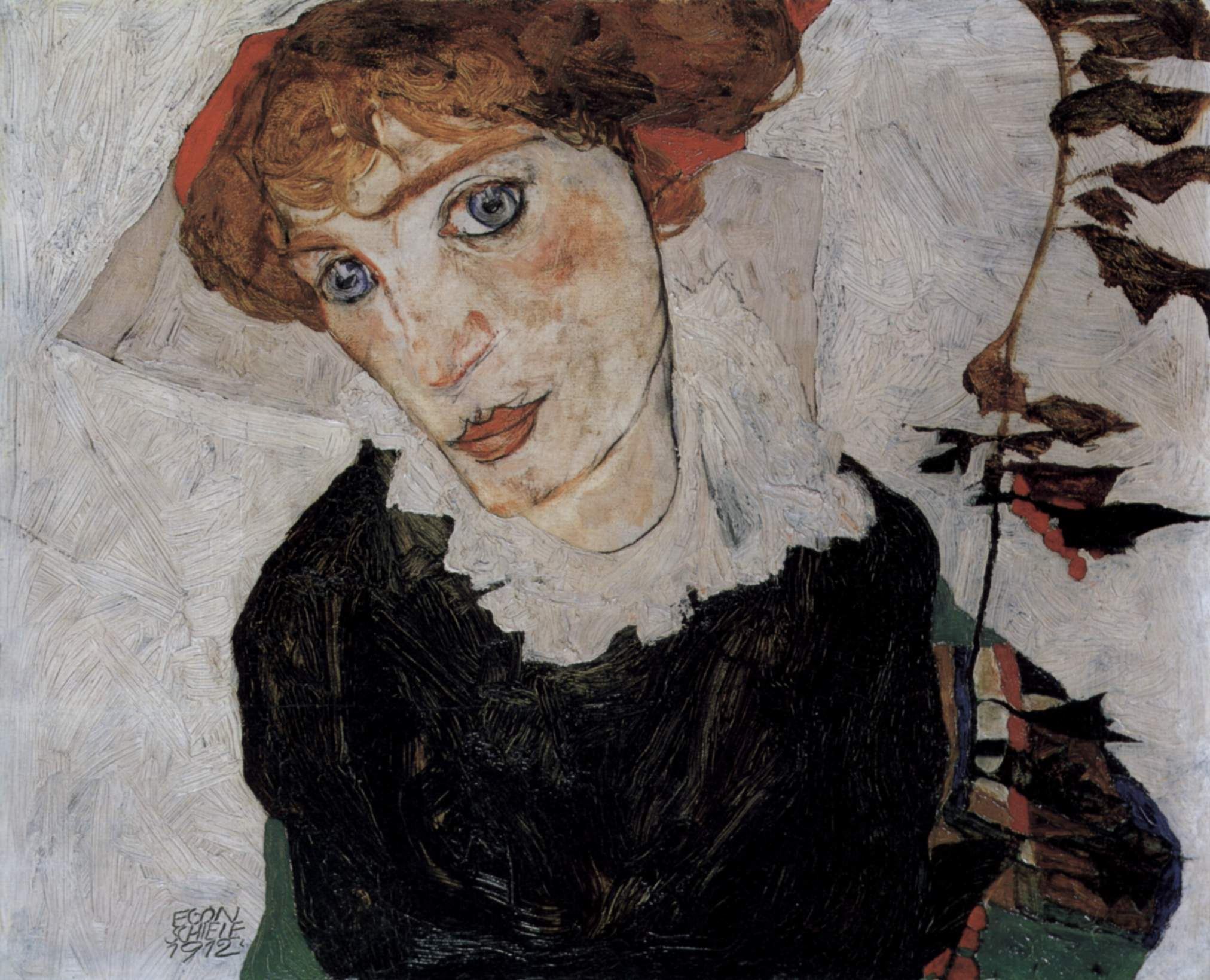
پرترهٔ والی
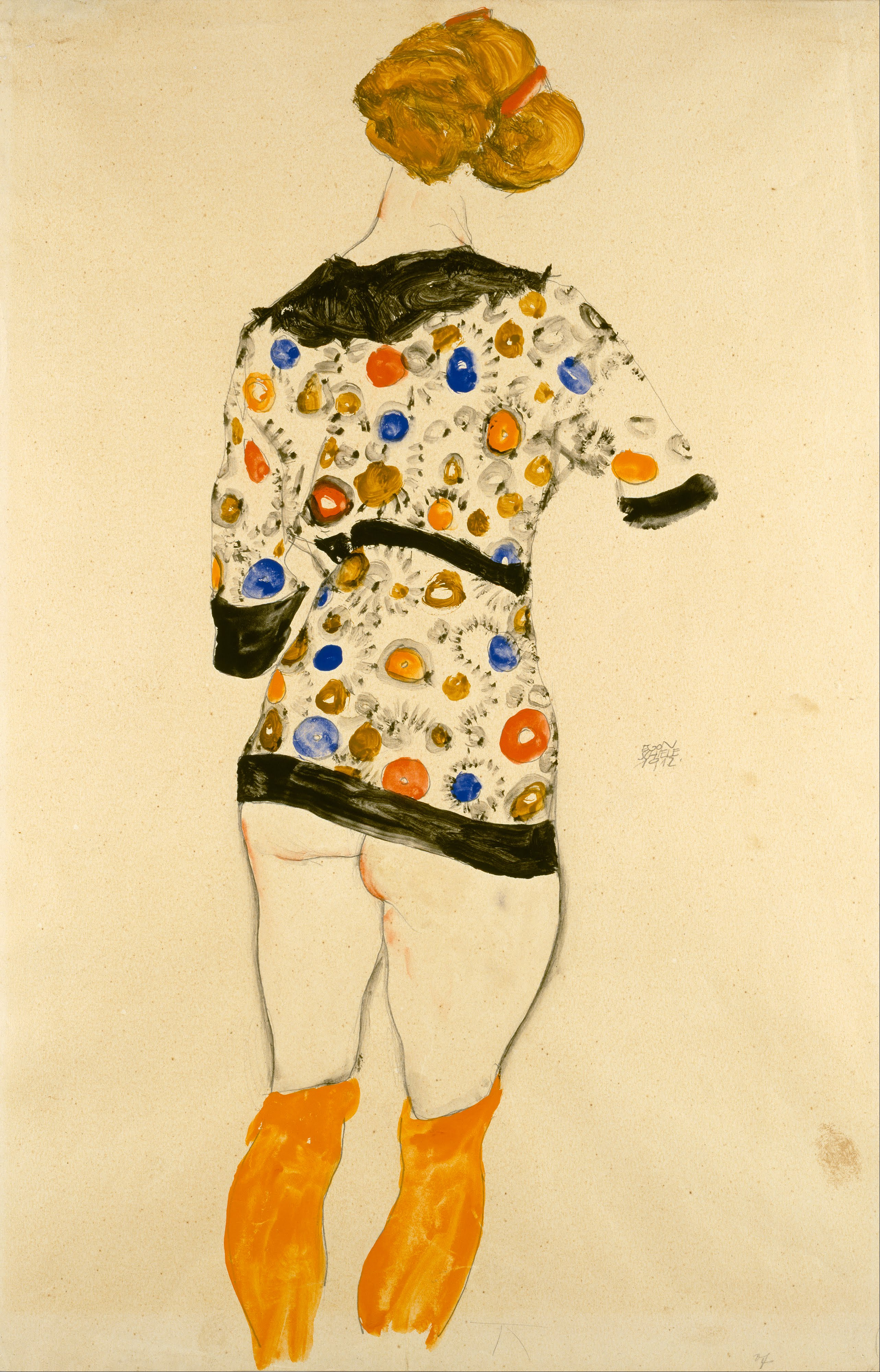
زنِ ایستاده با بلوز گُل‌گُلی
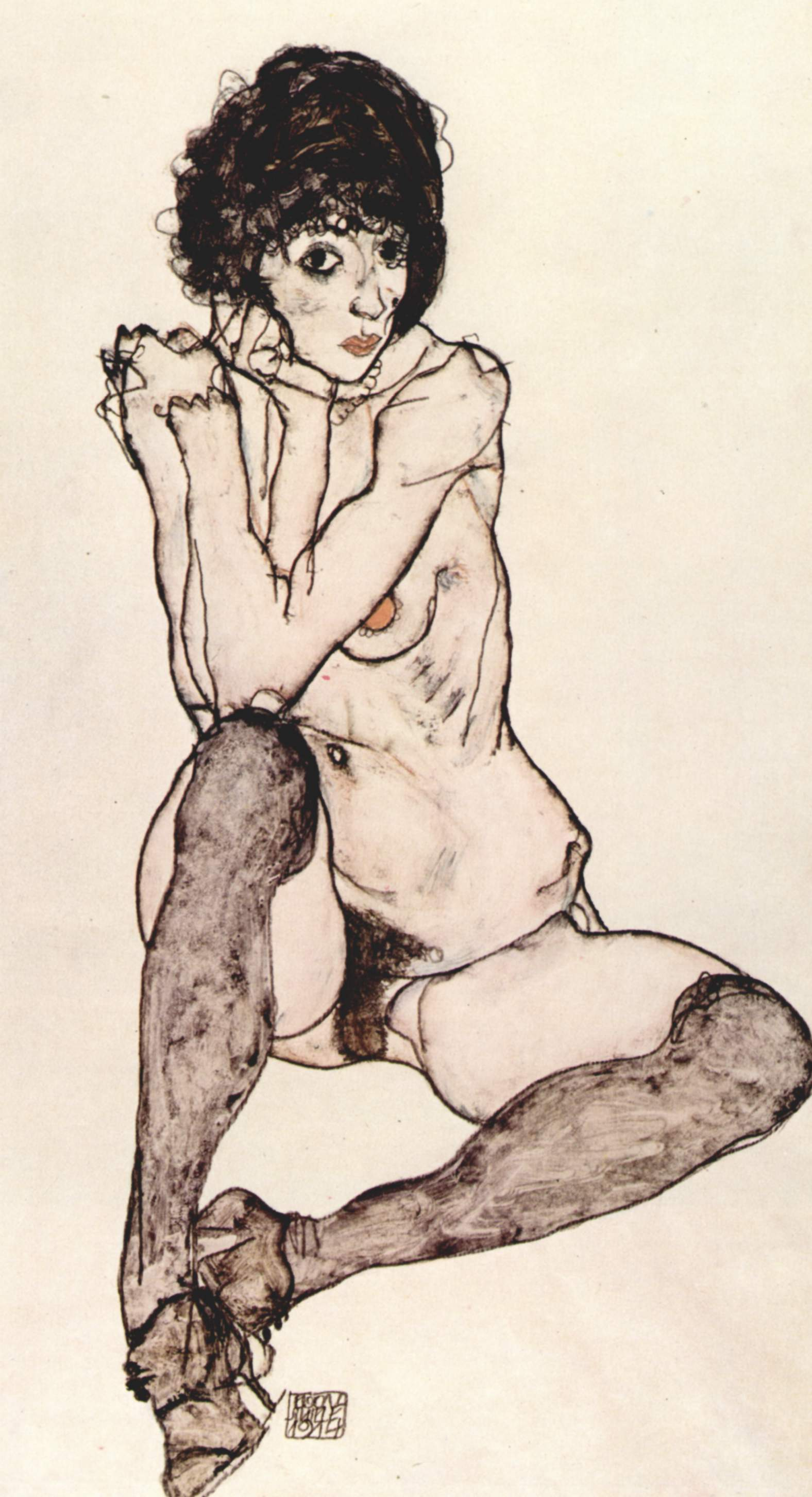
Sitzender weiblicher Akt, 1914
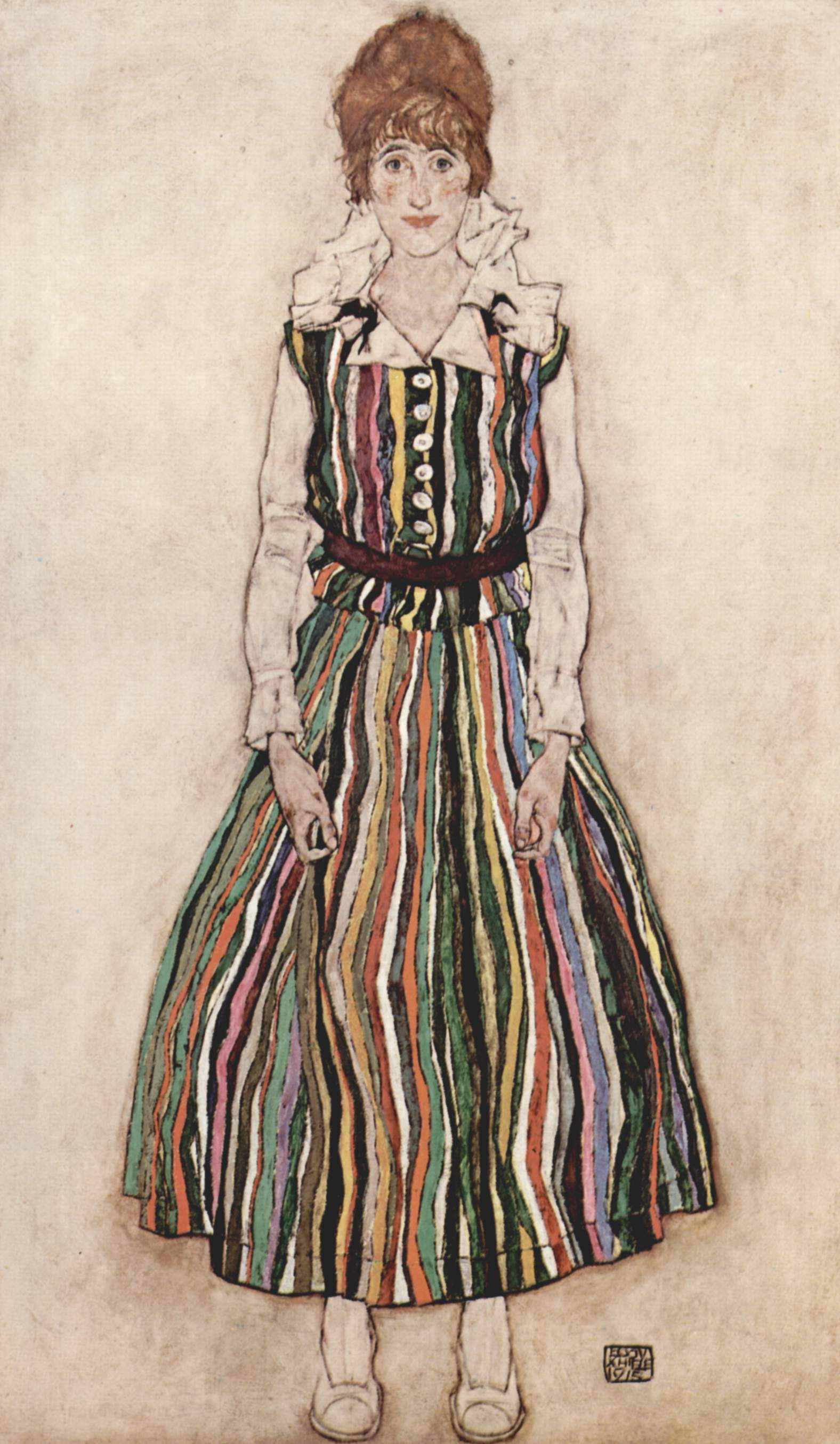
پرتره ادیث شیله به سال ۱۹۱۵
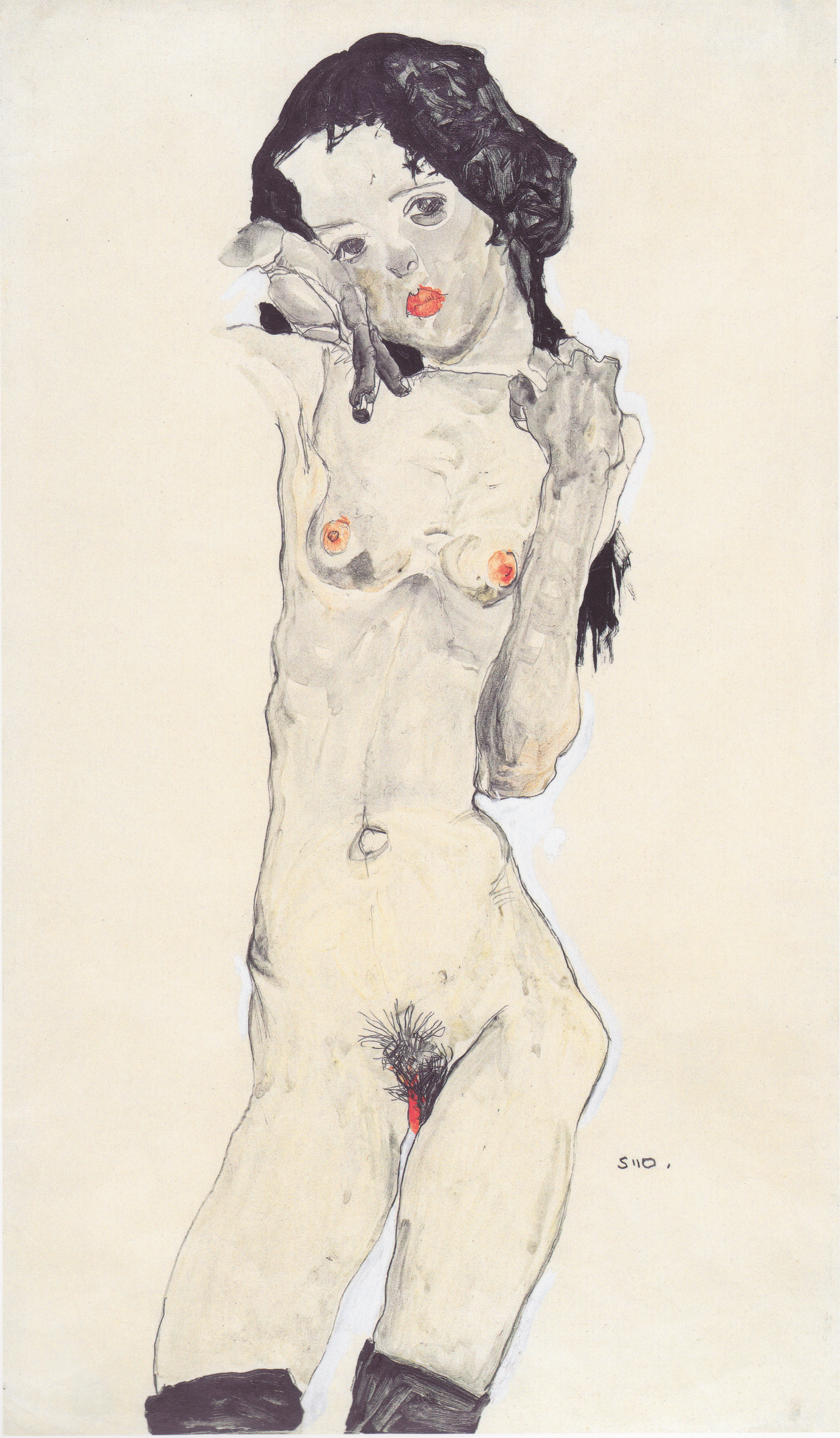
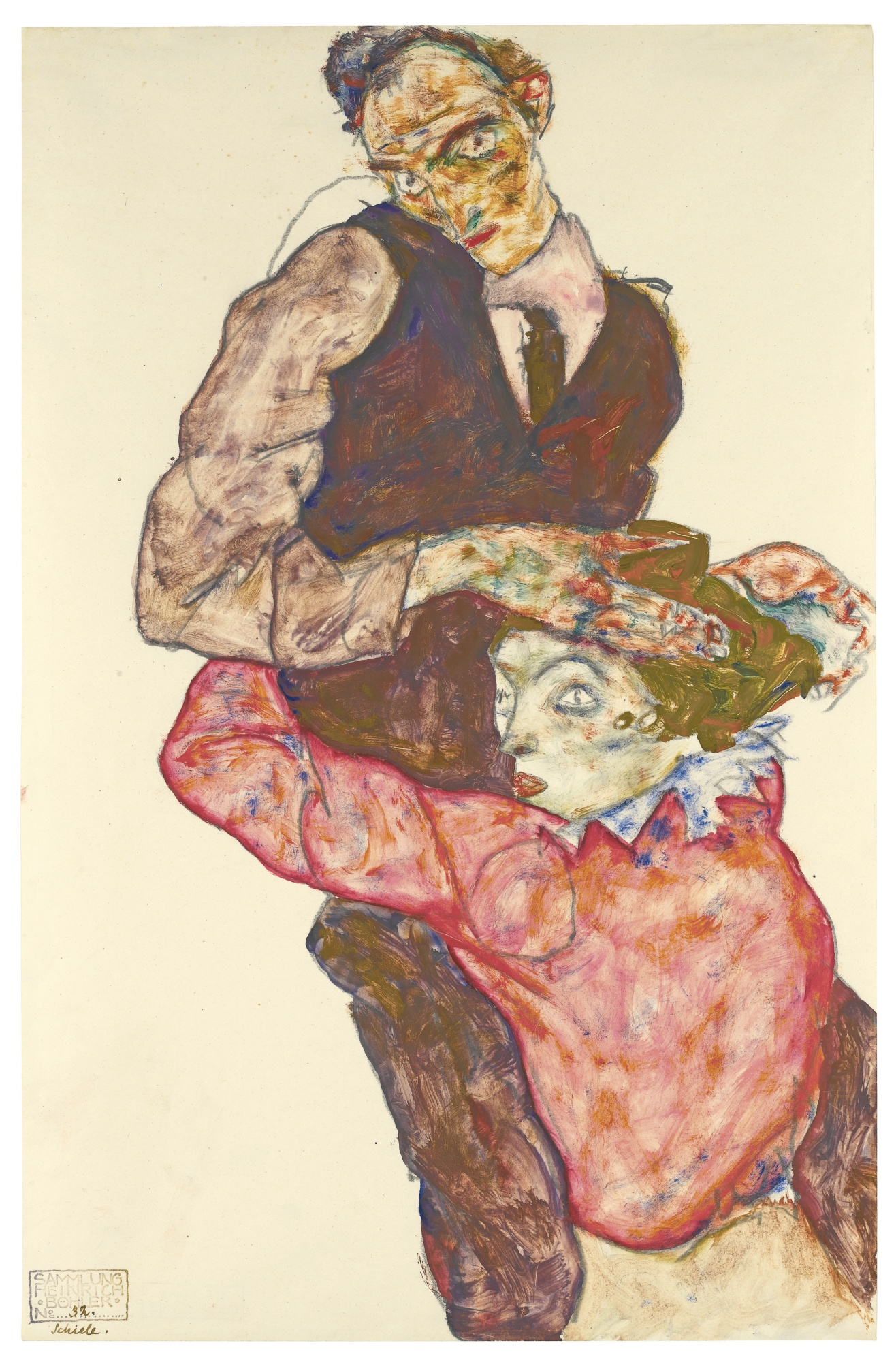
عشاق
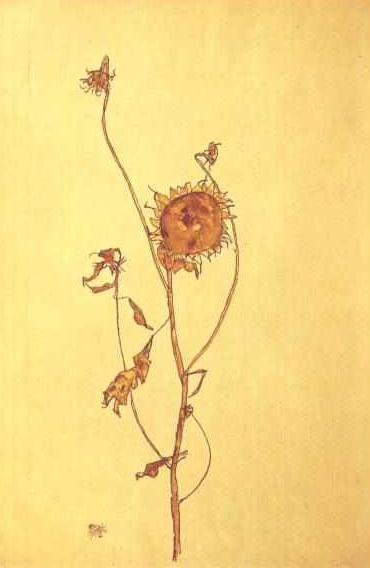
آفتابگردان‌های خشکیده با پس‌زمینه زرد
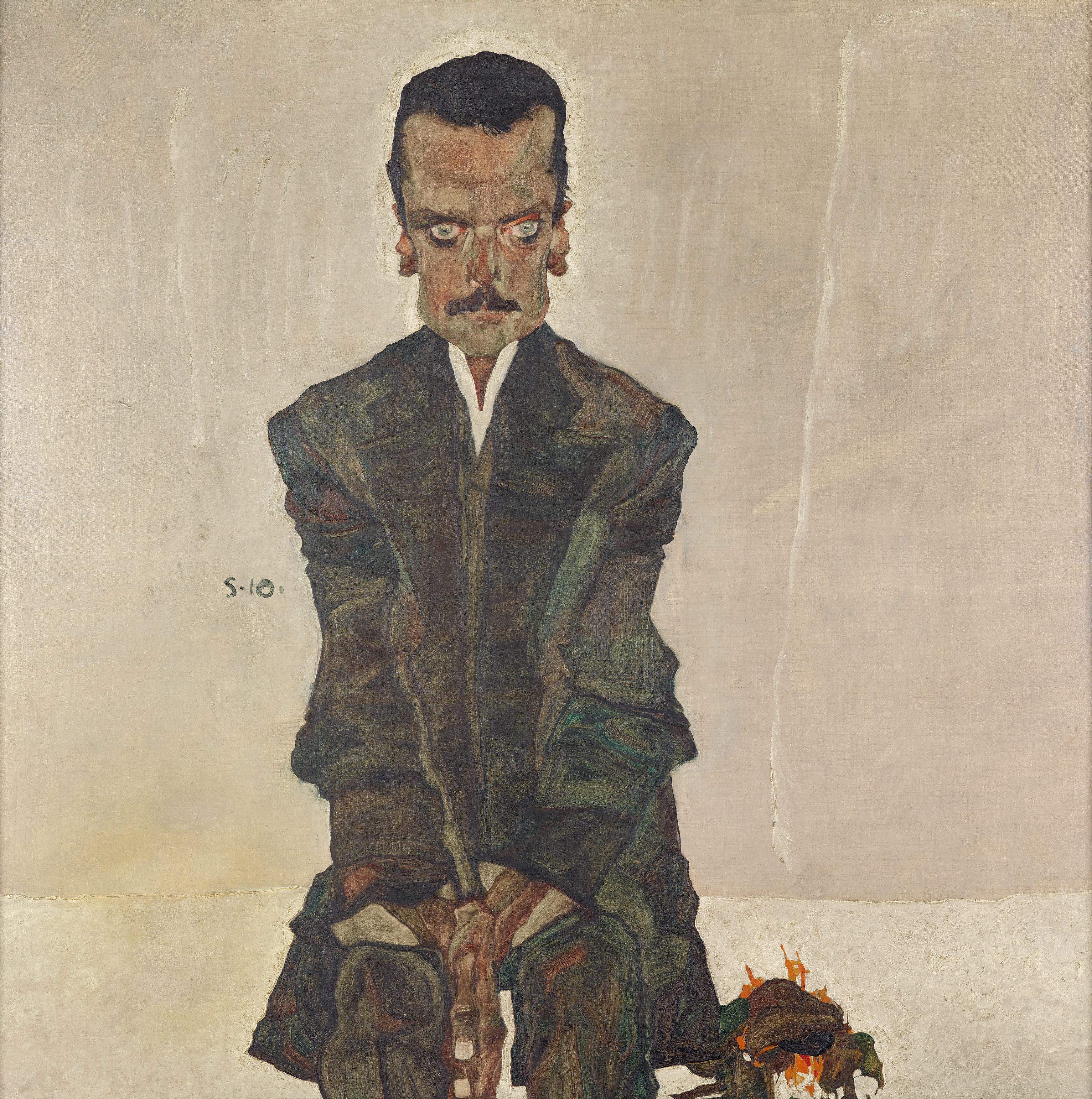
پُرترهٔ ادوارد کوسمک ۱۹۱۰ م. نگارخانه کاخ بلودر
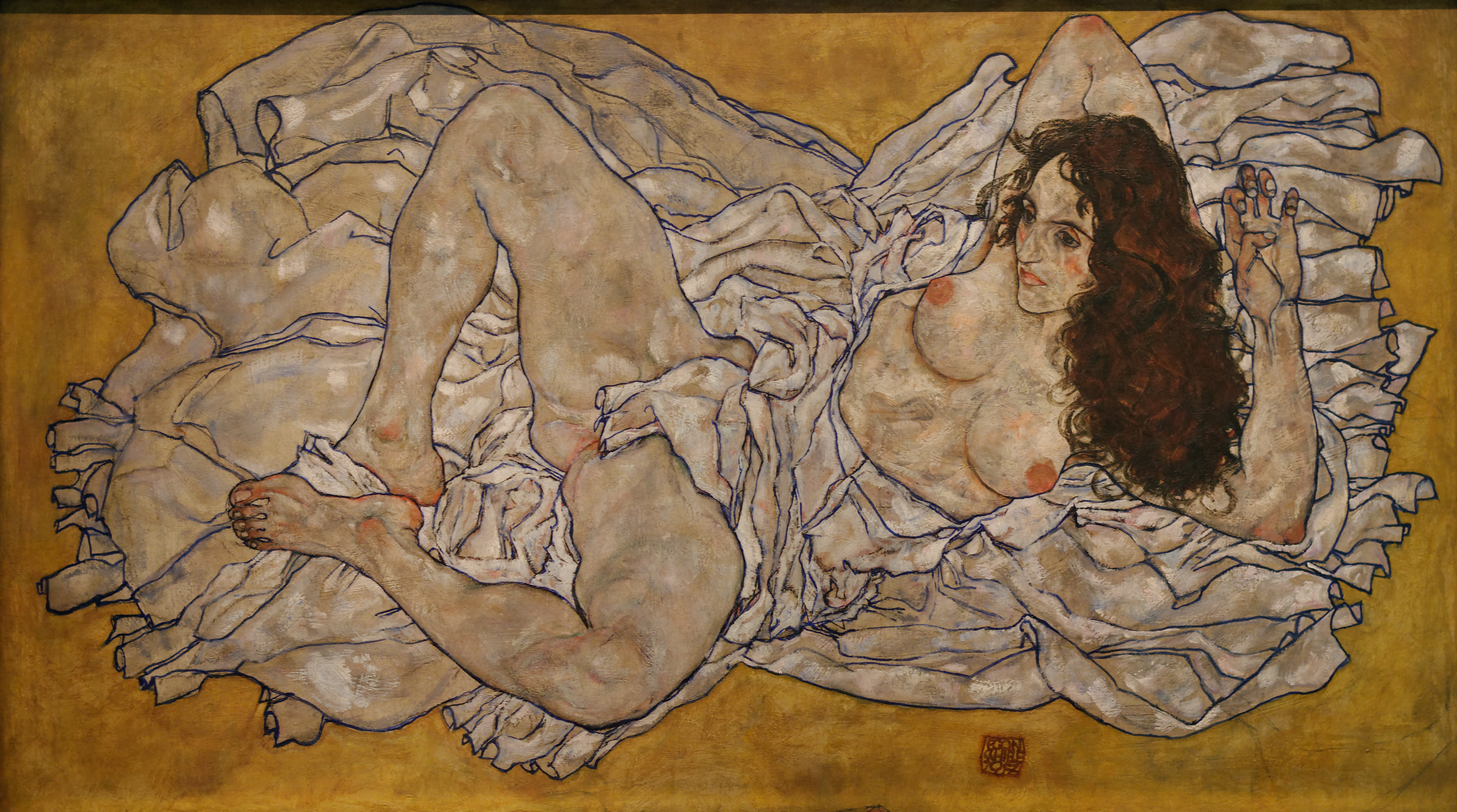
زن لخت لمیده ۱۹۱۷ م. موزه لئوپولد
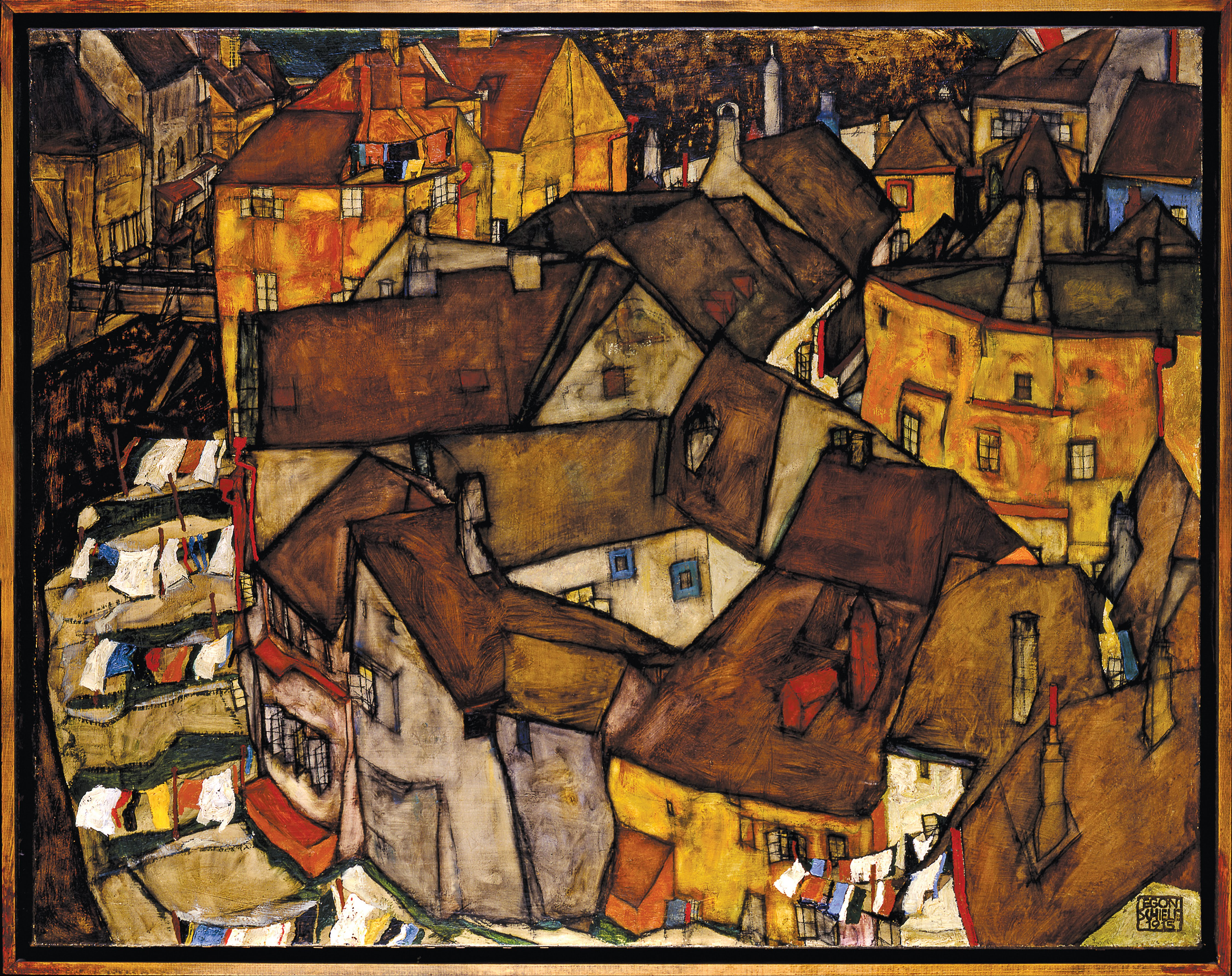

- پرونده:ُ